# Erika Araki
Erika Araki (荒木 絵里香?, Ayari Erika; Okayama, 3 agosto 1984) è una pallavolista giapponese.
Gioca nel ruolo di centrale nelle Queenseis Kariya.

## Carriera
Erika Araki inizia la sua attività da pallavolistica nei tornei studenteschi giapponesi con la squadra del Seitoku Gakuen High School, dove resta dal 2000 al 2003. Nella stagione 2003-04 passa alle Toray Arrows, squadra militante nel massimo campionato giapponese dove resta per cinque stagioni, vincendo il Torneo di Kurowashiki 2004 ed aggiudicandosi nella stagione 2007-08 la Coppa dell'Imperatrice e lo scudetto, ricevendo anche il titolo di MVP del campionato. Debutta nel 2003 nella nazionale giapponese, vincendo diverse medaglie nel campionato continentale, tra cui un oro nel 2007.
Nella stagione 2008-09 si trasferisce in Italia, nel Volley Bergamo, squadra di serie A1, dove viene utilizzata soprattutto come riserva: con la squadra orobica vince la Champions League. Nella stagione successiva viene ufficializzato il suo passaggio al Sassuolo Volley, ma la società a causa di problemi finanziari non si iscrive al campionato e la giocatrice ritorna in patria alle Toray Arrows, vincendo nell'annata 2009-10 lo scudetto, il Torneo Kurowashiki, ed il V.League Top Match; con la nazionale vince la medaglia di bronzo al campionato mondiale. Nella stagione 2011-12 vince nuovamente la Coppa dell'Imperatrice e lo scudetto, ricevendo diversi premi tra i quali quello di MVP del campionato; nel 2012 vince la medaglia di bronzo ai Giochi della XXX Olimpiade.
Al termine del campionato 2012-13, nel quale fa incetta di riconoscimenti individuali, si prende un break di una stagione per maternità. Ritorna in campo nella stagione 2014-15, vestendo la maglia delle Ageo Medics, raccogliendo qualche premio individuale, tra cui quello di miglior muro. Dopo la retrocessione del suo club nella stagione seguente, per il campionato 2016-17 rimane nella massima divisione giapponese con le Toyota Queenseis; con la nazionale, nel 2017, conquista la medaglia d'oro al campionato asiatico e oceaniano.

## Palmarès

### Club
- Campionato giapponese: 3

2007-08, 2009-10, 2011-12
- Coppa dell'Imperatrice: 2

2007, 2011
- Torneo Kurowashiki: 2

2004, 2010
- / V.League Top Match: 1

2010
- CEV Champions League: 1

2008-09

### Nazionale (competizioni minori)
- Trofeo Valle d'Aosta 2004
- Piemonte Woman Cup 2010
- Montreux Volley Masters 2011

### Premi individuali
- 2004 - Torneo Kurowashiki: Sestetto ideale
- 2006 - Torneo Kurowashiki: Sestetto ideale
- 2008 - V.Premier League: MVP
- 2008 - V.Premier League: Miglior attaccante
- 2008 - V.Premier League: Miglior muro
- 2008 - V.Premier League: Sestetto ideale
- 2008 - Giochi della XXIX Olimpiade: Miglior muro
- 2010 - V.Premier League: Miglior attaccante
- 2010 - V.Premier League: Sestetto ideale
- 2010 - Torneo Kurowashiki: Sestetto ideale
- 2011 - V.Premier League: Sestetto ideale
- 2012 - V.Premier League: MVP
- 2012 - V.Premier League: Miglior muro
- 2012 - V.Premier League: Sestetto ideale
- 2013 - V.Premier League: Miglior spirito combattivo
- 2013 - V.Premier League: Miglior attaccante
- 2013 - V.Premier League: Miglior muro
- 2013 - V.Premier League: Miglior servizio
- 2013 - V.Premier League: Sestetto ideale
- 2015 - V.Premier League: Miglior muro
- 2015 - V.Premier League: Sestetto ideale
- 2015 - V.Premier League: Premio d'onore
- 2016 - V.Premier League: Miglior muro
- 2017 - V.Premier League: Miglior muro
- 2017 - V.Premier League: Sestetto ideale
- 2018 - V.Premier League: Miglior muro
- 2018 - V.Premier League: Sestetto ideale